# Bladen County
Bladen County ist ein County im Bundesstaat North Carolina der Vereinigten Staaten. Der Verwaltungssitz (County Seat) ist Elizabethtown, das nach Königin Elisabeth I. von England benannt wurde.

## Geographie
Das County liegt im Südosten von North Carolina, ist im Osten etwa 70 km vom Atlantik, im Südwesten etwa 50 km von South Carolina entfernt und hat eine Fläche von 2298 Quadratkilometern, wovon 32 Quadratkilometer Wasserfläche sind. Es grenzt im Uhrzeigersinn an folgende Countys: Cumberland County, Sampson County, Pender County, Columbus County und Robeson County.
Bladen County ist in 15 Townships aufgeteilt: Abbotts, Bethel, Bladenboro, Brown Marsh, Carvers Creek, Central, Colly, Cypress Creek, Elizabethtown, Frenches Creek, Hollow, Lake Creek, Turnbull, White Oak und Whites Creek.
Im County liegt der größte Staatswald von North Carolina, der Bladen Lakes State Forest.

## Geschichte
Bladen County wurde 1734 aus Teilen des Bath County und des New Hanover County gebildet. Benannt wurde es nach dem Commissioner für Handel und Agrarangelegenheiten Martin Bladen.

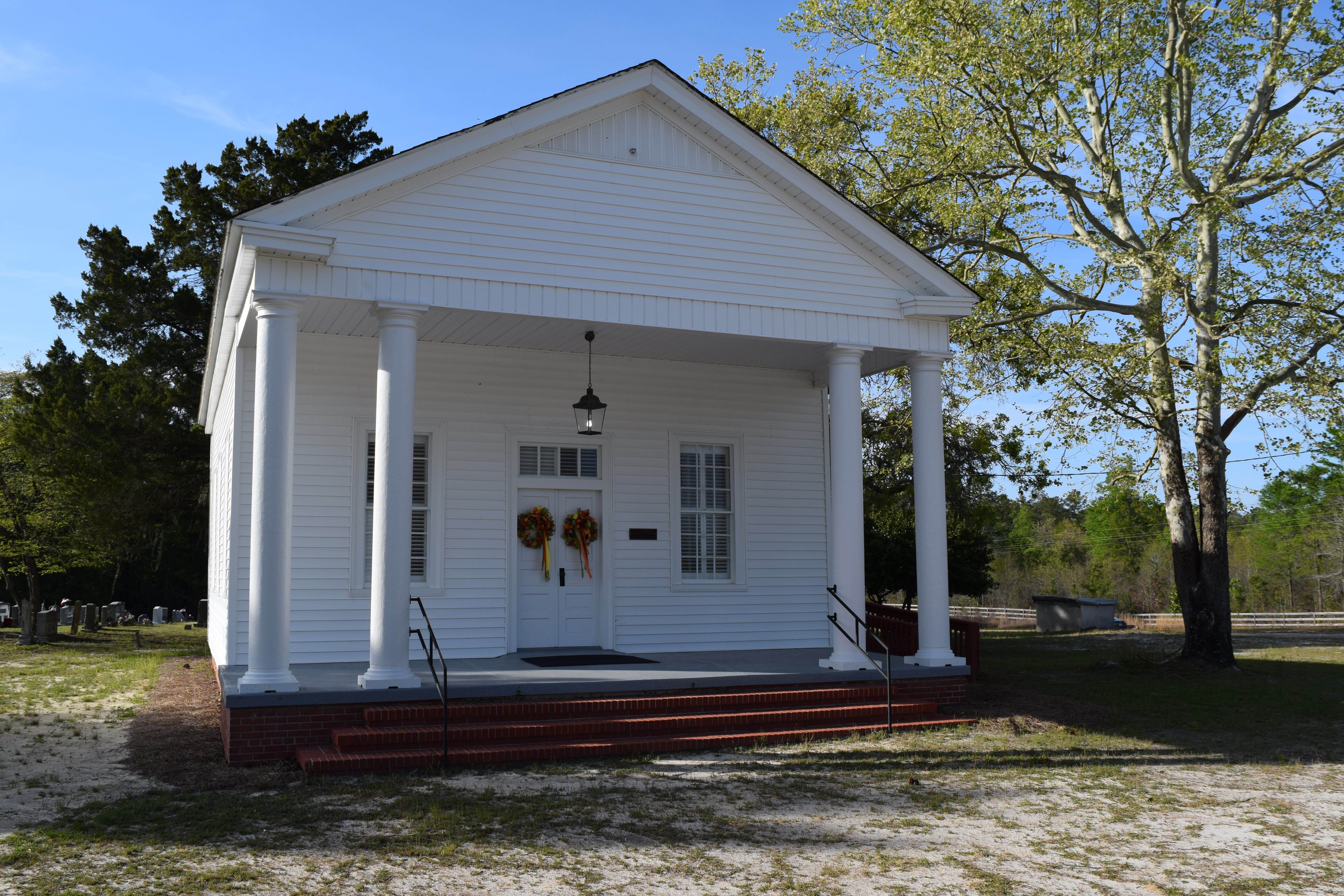
Die Mt. Horeb Presbyterian Church and Cemetery (2016) ist einer von 14 Einträgen des Countys im National Register of Historic Places.

14 Bauwerke und Stätten des Countys sind insgesamt im National Register of Historic Places eingetragen (Stand 4. Mai 2020).

## Demografische Daten
Nach der Volkszählung im Jahr 2000 lebten im Bladen County 32.278 Menschen in 12.897 Haushalten und 8.937 Familien. Die Bevölkerungsdichte betrug 14 Einwohner pro Quadratkilometer. Ethnisch betrachtet setzte sich die Bevölkerung zusammen aus 57,22 Prozent Weißen, 37,91 Prozent Afroamerikanern, 2,04 Prozent amerikanischen Ureinwohnern, 0,10 Prozent Asiaten, 0,04 Prozent Bewohnern aus dem pazifischen Inselraum und 1,97 Prozent aus anderen ethnischen Gruppen; 0,73 Prozent stammten von zwei oder mehr Ethnien ab. 3,71 Prozent der Bevölkerung waren spanischer oder lateinamerikanischer Abstammung.
Von den 12.897 Haushalten hatten 30,4 Prozent Kinder unter 18 Jahren, die bei ihnen lebten. 48,9 Prozent davon waren verheiratete, zusammenlebende Paare, 15,7 Prozent waren allein erziehende Mütter und 30,7 Prozent waren keine Familien. 27,7 Prozent waren Singlehaushalte und in 11,5 Prozent lebten Menschen mit 65 Jahren oder älter. Die Durchschnittshaushaltsgröße betrug 2,45 und die durchschnittliche Familiengröße war 2,97 Personen.
24,6 Prozent der Bevölkerung waren unter 18 Jahre alt. 8,7 Prozent zwischen 18 und 24 Jahre, 27,2 Prozent zwischen 25 und 44 Jahre, 25,2 Prozent zwischen 45 und 64, und 14,2 Prozent waren 65 Jahre alt oder Älter. Das Durchschnittsalter betrug 38 Jahre. Auf alle weibliche Personen kamen 92,6 männliche Personen. Auf alle Frauen im Alter von 18 Jahren oder darüber kamen 88,7 Männer.
Das jährliche Durchschnittseinkommen eines Haushalts betrug 26.877 $ und das jährliche Durchschnittseinkommen einer Familie betrug 33.974 $. Männer hatten ein durchschnittliches Einkommen von 27.799 $ gegenüber den Frauen mit 21.973 $. Das Prokopfeinkommen betrug 14.735 $. 21,0 Prozent der Bevölkerung und 16,6 Prozent der Familien lebten unterhalb der Armutsgrenze. 28,7 Prozent von ihnen sind Kinder und Jugendliche unter 18 Jahre und 24,2 Prozent sind 65 Jahre oder älter.